# Donax trunculus
Espèce
Donax trunculus est une espèce de mollusques bivalves marins de la famille des Donacidae.

## Historique et dénomination
L'espèce a été décrite par le naturaliste suédois Carl von Linné en 1758.

### Étymologie
Du latin [donax] = nom d’une coquille dans Pline et du latin [trunculus], diminutif de [truncus] = tronc ; tronçon ; tronqué.

### Synonymie
- Donax serrula (Linnaeus, 1758)
- Donax laevigatus (Gmelin, 1791)
- Donax julianae (Krynichy, 1837)
- Donax brevis (Réquien, 1848)
- Donax bellardii (Tapparone-Canefri, 1869)
- Serrula adriatica (Monterosato, 1884)
- Donax trunculatus (Locard, 1886)

### Noms vernaculaires
En français
Flion, olive de mer, haricot de mer, douceron, blanchette (nord de la France), sébette (Finistère), pignon (Vendée), lavagnon (Gironde), lagagnon (Landes), tanille, tenille, ou encore truille (sud-est de la France)
Aussi appelé « papillon » en raison de la forme des deux valves ouvertes.
L'appellation « telline » lui est improprement attribuée ; elle devrait être réservée au genre Tellina.
Reste du monde
Edge shell (GB), Tellina (I), Arsella (toscan), Tallerines (E), Conquilha, Cadelinha (P), Loubya (Tunisien), Tellerina (Catalan), Coquina (Castillan), Naminoko (Japonais)

## Description
Ce petit coquillage d'environ 2 à 3 centimètres vit en bordure de mer, sous quelques centimètres de sable mouillé. Ce coquillage peut être considéré comme un aliment, si les règles du paquet hygiène sont respectées.

Donax trunculus trunculus valve droite
Donax trunculus trunculus valve gauche
Donax trunculus trunculus var. flaveolus valve droite
Donax trunculus trunculus var. flaveolus valve gauche
Donax trunculus trunculus var. subplanus valve droite
Donax trunculus trunculus var. subplanus valve gauche

Donax trunculus adriaticus valve droite
Donax trunculus adriaticus valve gauche
Donax trunculus anatinus valve droite
Donax trunculus anatinus valve gauche

## Récolte
En Méditerranée, le tellinaire vêtu d'une combinaison de plongée tire à reculons un chalut-râteau (2), le manche (1) du chalut peut être en bois comme en métal ; certains tellinaires le préfèrent en métal pour sa solidité.

## Consommation
Il est fortement conseillé de faire dessabler ce coquillage avant de le manger : dans ce but, les Donax trunculus sont mis à dégorger 12 à 24 heures dans de l'eau de mer ou de l'eau fortement salée pour leur faire rendre le sable emmagasiné pendant la pêche. Consommés crus ou pochés en persillade, ils sont fort appréciés.

## Reproduction
Donax trunculus se reproduit à l'âge d'un an environ lorsqu'il atteint 1 cm de longueur.